# Стоян Марко Българин
Стоян или Йоан Марко Българин (на гръцки: Στογιάννης, Ιωάννης Μάρκου) е гръцки революционер и военен от български произход, герой от Гръцката война за независимост. Участва в операциите в Македония, Епир, Пелопонес, Тесалия, Северните Споради и Централна Гърция, като си сътрудничи с Ангел Гацо.

## Биография
Роден е във Воден в края на XVIII век. Става знаменосец на Ангел Гацо и участва в Негушкото въстание в началото 1822 година, като успява да се спаси при разрушението на града през април. През юни 1822 година е в Епир, където на 30 юни участва в битката при Плака срещу Омер Вриони. След това заминава с четата на Гацо за Пелопонес, където участва в битките срещу Махмуд Драмали паша и на 26 юли 1822 година участва в битката при Дервенакия. В 1823 година с четите на Гацо и Анастасиос Каратасос отива в Магнисия, където на 14 май се провежда четиридневната битка при Трикери срещу Мехмед Кютахи паша. След примирието в Трикери, Марко последва войските на Скиатос. Там на 9 октомври 1823 година той участва в битката с вицеадмирала на османския флот Хюсреф Топал паша. След това Марко с четите на Гацо и Каратасос отново заминава за Пелопонес. На 15 март 1825 година участва в битката при Схинолака, където под общото командване на Каратасос е спряно за първи път настъплението на редовните египетски войски на Ибрахим паша. След това Марко с Гацо се завръща в Централна Гърция, където участва в петдневната битка при Аталанти от 5 до 9 ноември 1826 година срещу Мустафа бей и Кая бей, където е тежко ранен. След това продължава похода си с войските на Гацо и отива в Тесалия, където на 9 и 10 ноември 1827 година се води ожесточена битка срещу албанците на Нурка Сервани, в Трикери, в която загива и Сервани. В края на същата година с четата на Гацо той се изправя срещу османските войски на Абас паша и Дженедек бей в Дади (Амфиклия). След края на революцията Марко се установява в Аталанти, както и много други македонци, основали селището Неа Пела. Там той работи като пазач на местния солен склад до смъртта си през 1834 година.
Гацо пише за Марко на 12 август 1838 година: „В продължение на шест години беше войник, който не се поддаваше на никаква слабост. Войник храбър, патриот и изцяло предан на своя военачалник.“ Марко подава молба до властите да му се отпусне един декар парцел, на който да изгради къща, в която да гледа децата си. В молбата пише: „Подписаният съм от България и от любов към любезнейшето отечество Гърция напуснах и отечество, и богатство, и дойдох тук, в Гърция, за да пролея даже кръвта си за нейната независимост, но след толкова жертви, които дадох, днес съм онеправдан и прекарвам в голяма мизерия“. Молбата му не е удовлетворена по формални причини.